# Stenoma funerana
Stenoma funerana es una especie de polilla del género Stenoma, orden Lepidoptera.
Fue descrita científicamente por Sepp en 1830.

## Distribución
Se distribuye por Guayanas.